# Polymethylsiloxane poliidrato
Polimetilsilossano poliidrato (PMSPI, denominazione commerciale Enterosgel)  è un assorbente progettato per l'agglomerazione delle sostanze tossiche, agenti patogeni e metaboliti di varia specie nel tratto gastrointestinale nonché per la loro rimozione. PMSPI è una massa omogenea pastosa inodore di colore bianco o quasi bianco.

## Storia
Anche nell'antico Egitto il carbone era necessario per uso esterno e interno. Insieme con carbone, è anche argilla che era utilizzata fin dai tempi antichi. Le proprietà mediche del carbone sono state notate dai guaritori dell'epoca egiziana nonché da Ippocrate di Coo e i suoi studenti nella Grecia Antica. È solo 2.500 anni dopo l'origine delle prime scuole mediche famose sull'isola di Kos, a metà degli anni 1860, che il nome d'Ippocrate è restituito nella storia del sorbimento enterico. Ippocratos Yatzidis[2], un medico greco, ha aggiunto dei nuovi elementi importanti allo sviluppo della disintossicazione enterale e, in particolare, del sorbimento enterico. Il termine “sorbimento enterico” è stato introdotto nel 1982 per indicare un metodo di disintossicazione per mezzo dell'assorbimento enterico[3] mentre gli assorbitori usati in questo metodo sono chiamati enterosorbenti. Fino alla fine degli anni ‘70 erano utilizzati carbone, argilla e altri assorbenti naturali. Gli effetti collaterali causati dall'uso di carbone, argilla e degli altri assorbenti naturali hanno per lungo tempo limitato il loro uso. Così era stimolata la ricerca dei nuovi enterosorbenti sintetici. Di conseguenza è stato creato PMSPI, un nuovo enterosorbente siliconico simile a gel.
PMSPI è stato sintetizzato alla fine degli anni '70 e ai primi anni '80 presso l'Istituto di chimica fisica in nome di L.V. Pisarzhevskij in Kiev (Sliniakova, I.B., Samodumova, I.M.), dove dal 1960 era sviluppata una base teorica per la formazione della struttura porosa degli assorbenti organosilici con struttura dei pori regolabile e la natura chimica di una superficie predefinita era stata sviluppata, e gli studi sulla sintesi di assorbenti organosiliconici - polimeri porosi del poliorganosilossano erano condotti.
La produzione industriale era iniziata nell’anno 1991. Nel 1994 la preparazione farmaceutica, il principio attivo polimetilsilossano poliidrato, era registrata in Russia e nell’Ucraina sotto il nome commerciale Enterosgel. Da allora sono iniziate le vendite attive. Adesso il prodotto è disponibile in 40 paesi del mondo.
L’uso della preparazione era studiato in stretto contatto con il Servizio Medico del distretto militare Krasnoznamennyi, Kiev (F. Novikov, Colonnello der Servizio medico; N. Bezliuda, Colonnello der Servizio medico). Da allora, studi clinici numerosi sono stati condotti in Russia, nell’Ucraina così come nella CSI.
Uno studio estensivo sull’efficacia del prodotto è stato condotto in Gran Bretagna negli anni 2019-2022. Lo studio ha creato la base di prove d’efficacia per il prodotto per la cura del sindrome dell’intestino irritabile con diarrea; PMSPI lenifica flatulenza, mal di stomaco e tenesmo.
Il prodotto è stato registrato in Russia e paesi della CSI e viene usato come il farmaco, mentre nell’Unione Europea, Serbia, o Nuova Zelanda è un dispositivo medico (considerato che il prodotto non viene assorbito nel sangue e funziona come un assorbente solamente nel tratto gastrointestinale; quindi il prodotto corrisponde alla classificazione della Commissione Europea per i dispositivi medici.
Il dispositivo medico Enterosgel viene prodotto in uno stabilimento moderno a Jesenìk, la Repubblica Ceca, di dove viene consegnato in altri paesi del mondo tranne Russia e la CSI. Questa regione viene fornita dalla produzione russa situata nella città di Dankov.
PMSPI è stato sintetizzato alla fine degli anni '70 e ai primi anni '80 presso l'Istituto di chimica fisica in nome di L.V. Pisarzhevskij in Kiev (Sliniakova, I.B., Samodumova, I.M.), dove dal 1960 era sviluppata una base teorica per la formazione della struttura porosa degli assorbenti organosilici con struttura dei pori regolabile e la natura chimica di una superficie predefinita era stata sviluppata, e gli studi sulla sintesi di assorbenti organosiliconici - polimeri porosi del poliorganosilossano erano condotti.

## Informazioni generali
Polymethylsiloxane Poliidrato è un composto di silicio organico polimerico simile a gel. Il gel viene disperso in acqua ad una granulometria inferiore a 300 micron, allora si tratta di una sospensione. Studi di microstruttura condotti sul microscopio elettronico hanno rivelato che la matrice gelificante ha una struttura globulare e si compone di un complesso di globuli fusi. I globuli legati con legami silossanici formano pori. I pori sono spazi tra i globuli empiti d'acqua. Le dimensioni dei pori sono limitate. Isoterme di assorbimento di esano e metanolo mostrano che l'assorbente ha una struttura mesoporosa. La presenza dei gruppi metilici sulla superficie fornisce loro proprietà idrofobe. Particelle di PMSPI tendono a formare una rete continua nella sospensione per ridurre l'interazione dei gruppi idrofobici SiCH3 con l'acqua. Tali particelle possono essere viste come 2D fogli piuttosto che 3D solidi. Sospensioni acquose di polymethylsiloxane polyiidrato sono caratterizzati da viscosità elevata.

## Enterosorbimento
Vengono applicati i seguenti metodi disintossicanti di sorbimento basati sull'agglomerazione delle sostanze tossiche dai sorbenti per rimuoverle dal corpo:Emoperfusione, o rimozione delle sostanze tossiche, è effettuata tramite il contatto diretto con il sangue. Sorbimento enterico (un metodo innovativo di assorbimento intestinale) è l'assorbimento enterale basato sull'agglomerazione delle sostanze tossiche per mezzo di assorbenti. Questo metodo ha una lunga storia: circa 3,000 anni fa sostanze capaci per legare le materie tossiche nel tratto gastrointestinale erano scoperte empiricamente.
Anche nell'antico Egitto il carbone era necessario per uso esterno e interno. Insieme con carbone, è anche argilla che era utilizzata fin dai tempi antichi. Le proprietà mediche del carbone sono state notate dai guaritori dell'epoca egiziana nonché da Ippocrate di Coo e i suoi studenti nella Grecia Antica. È solo 2.500 anni dopo l'origine delle prime scuole mediche famose sull'isola di Kos, a metà degli anni 1860, che il nome d'Ippocrate è restituito nella storia del sorbimento enterico. Ippocratos Yatzidis, un medico greco, ha aggiunto dei nuovi elementi importanti allo sviluppo della disintossicazione enterale e, in particolare, del sorbimento enterico. Il termine “sorbimento enterico” è stato introdotto nel 1982 per indicare un metodo di disintossicazione per mezzo dell'assorbimento enterico mentre gli assorbitori usati in questo metodo sono chiamati enterosorbenti. Fino alla fine degli anni ‘70 erano utilizzati carbone, argilla e altri assorbenti naturali. Gli effetti collaterali causati dall'uso di carbone, argilla e degli altri assorbenti naturali hanno per lungo tempo limitato il loro uso. Così era stimolata la ricerca dei nuovi enterosorbenti sintetici. Di conseguenza è stato creato PMSPI, un nuovo enterosorbente siliconico simile a gel.

## Meccanismo d'azione
PMSPI non viene assorbito nel tratto gastrointestinale ed è escreto immodificato entro 12 ore. Una robusta struttura porosa della matrice gelificante determina la capacità del meccanismo di assorbimento molecolare e consente principalmente per assorbire le sostanze tossiche e metaboliti (ad esempio, bilirubina, prodotti di degradazione di proteine). Grazie alla sua consistenza simile al gel, PMSPI: 
a) assorbe sostanze tossiche macromolecolari (meccanismo di precipitazione nel gel), ad esempio, tossine batteriche; 
b) presenta proprietà protettive - particelle del agente elastici simili a gel formano uno strato sulla superficie della mucosa. Questo strato protegge le mucose da esposizione a vari fattori dannosi, mentre le sue proprietà protettive si manifestano universalmente - nell'intestino e sulla superficie mucosale degli altri organi. PMSPI assorbe sostanze tossiche dal tratto gastrointestinale e sostanze tossiche (xenobiotiche) intrappolate nel tratto gastrointestinale dall'ambiente circostante. 
PMSPI impedisce anche il riassorbimento di tossine e metaboliti filati nel lume del sangue e trasferiti per l'intestino di bile. PMSPI lega fissamente e rimuove i batteri patogeni. Va notato che PMSPI possiede una capacità significante di assorbire molecole dei lipopolisaccaridi. Le grandi molecole dei lipopolisaccaridi coprecipitano nel gel e sono escrete. Una dose giornaliera di PMSPI lega 410 mg di Lipopolisaccaride (LPS), che ha un’altissima attività biologica. LPS si trovano nella parete esterna dei batteri Gram -negativi e vengono rilasciati solo quando i batteri vengono distrutti, così è chiamata anche endotossina (endo- significa "interno" , all'interno dei batteri). Il serbatoio principale di microflora Gram-negativa e lipopolisaccaridi è l'intestino distale.

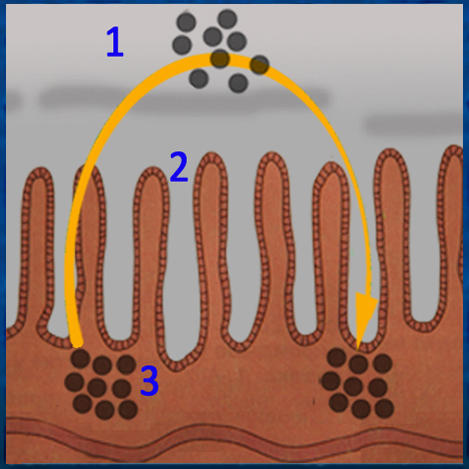
Riassorbimento dei metaboliti e delle tossine nell’intestino

In una prova in vitro era ridotta la produzione dell’enterotossina stafilococca e inibita la crescita de  Staphylococcus aureus. PMSPI ha ridotto la formazione del malondialdeide e aumentato l’attività integrale antiossidante in lesione epatica tossica in vivo. Grazie all’assorbimento nel tratto gastrointestinale PMSPI riduce glucosio nel sangue ed emoglobina glicata, elimina lipid distress syndrome, tra l’altro dislipidemia diabetica, e rende migliore i processi metabolici nei tessuti epatici in un modello diabetico. Enterosgel (PMSPI) lega e rimuove i batteri patogenici e anche rotavirus.

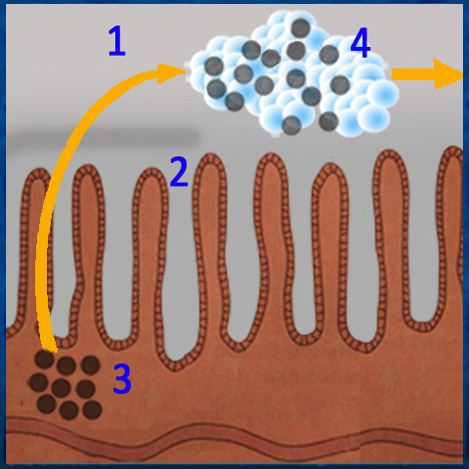
PMSPI elimina assorbimento dei metaboliti e delle tossine nell’intestino

## Indicazioni

### Medicina
L’efficacia e la sicurezza del prodotto per quanto riguarda le indicazioni prosegue un permanente monitoraggio nel contesto della farmacovigilanza unificata, secondo i requisiti dell’Unione economica eurasiatica e dell’Unione Europea (GVP). Vengono valutati in modo regolare i risultati degli studi clinici randomizzati, tra l’altro studi doppio-cechi eseguiti in Russia, nell’Europa ecc.
Nel 2022, lo studio doppio cieco randomizzato, RELIEVE IBS-D, è stato pubblicato nel giornale GUT. Lo studio ha confirmato l’efficacia e la sicurezza del prodotto nel sindrome dell'intestino irritabile. PMSPI sollevava effettivamente mal di stomaco, diarrea, gonfiore e tenesmi.
PMSPI è stato incluso in linee guida delle istituzioni sanitarie statali e anche private nei paesi della CSI. Enterosgel (PMSPI) viene usato in adulti e bambini per prevenzione e cura di:
- intossicazioni acute e chroniche a varie cause (ad esempio, alcool, botulismo o funghi), tra l’altro quelli virali e batteriali[22]. Per esempio, uno studio croato sulla terapia assistiva nelle donne con oncologie pelviche ginecologiche che ricevevano radio- o chemioterapia ha dimostrato il sintomi diminuiti dell’intossicazione (nausea, emesi ecc.)[23]
- iperbilirubinemia (anche iperbilirubinemia provocata dall’ittero emolitico)[24]
- insufficienza renale cronica (iperasotemia)
- allergie, ad esempio dermatite atopica
- patologie gastroenterologiche. Il prodotto si usa in diarrea acuta e cronica, disbiosi, disbacteriosi, tra l’altro diarrea non contagiosa e correlata agli antibiotici; anche nel sindrome dell'intestino irritabile con diarrea, l’efficacia confermata dagli studi farmacoeconomici in Russia ed in Europa, ad esempio in Italia.
- in ostetricia e ginecologia – in patologie contagiose e flogistiche (permesso anche per le donne incinte).
- in chirurgia – anche ai fini di esperimento o fuori dalle indicazioni.
- in dermatologia, in malattie contagiose (HIV/ AIDS), in cardiologia, colonproctologia, combustiologia, narcologia, neurologia, nefrologia, oncologia, otorinolaringiatria, oftalmologia, psichiatria, pneumologia, radiologia, medicina riabilitativa, rianimatologia, reumatologia, medicina sportiva, stomatologia, urologia, tisiologia, chirurgia maxillo-facciale e endocrinologia.
- si usa anche per eliminare metalli pesanti e radionuclidi incorporati – il fatto confermato dall’attività clinica dopo l’incidente di Černobyl'.

### Uso veterinario
Polimetilsilossano poliidrato (Enterosgel, EnteroZoo) viene usato anche nella medicina veterinaria.
L’efficacia è stata confermata dall’uso pratico, poiché non si osservano gli effetti placebo e nocebo così come negli umani. Le indicazioni per gli animali sono più o meno uguali a quei medicinali.